# 좁쌀종
좁쌀종 또는 비립종은 에크린땀샘의 차단으로 생긴 것이다. 케라틴으로 채워진 낭포이며 표피 바로 밑 또는 입 천장에 나타날 수 있다.:780 좁쌀종은 신생아에게 흔한 질병이지만 모든 연령대에서 나타날 수 있다.:680 코와 눈에서 보통 발견되며 가끔은 무사마귀나 기타 성병의 영향으로 인해 질에서 나타나기도 한다. 좁쌀종은 여드름과 혼동되는 경우도 있다.